# Fantastique
Fantastique är en genre inom litteratur och film som spänner över bland annat science fiction, skräck och fantasy. Den litterära grenen kallas även fantastisk litteratur, men bör ej blandas ihop med Fantastik. Genren är särskilt stark inom den franska litteraturen och har en mycket lång historia. Genrens definierande drag är fantasi, och många verk inom genren har skiljelandet mellan fantasi och verklighet som tema, ofta med mytologiska, övernaturliga eller psykologiska inslag. 
Ett modernt exempel på vad vissa anser vara Fantastique är filmen Shutter Island.